# Ugo Pirro
Ugo Pirro (* 24. April 1920 in Salerno; † 18. Januar 2008 in Rom) war ein italienischer Drehbuchautor und Schriftsteller.

## Leben und Karriere
Pirro, geboren 1920 in Salerno, schrieb 1951 sein erstes Drehbuch zu Carlo Lizzanis Achtung, banditi!. Im Laufe seiner Karriere arbeitete er an über 50 Filmen; mehrere davon erhielten Auszeichnungen. Seine größten Erfolge waren zwei Oscars – 1970 für Ermittlungen gegen einen über jeden Verdacht erhabenen Bürger (Regie: Elio Petri) und 1972 für Der Garten der Finzi Contini (Regie: Vittorio De Sica), jeweils für den besten fremdsprachigen Film. Ende der 1950er Jahre erschienen von Ugo Pirro in Deutschland die beiden Romane Soldatenmädchen bei Rowohlt und Jovanka und die anderen beim Kindler Verlag in München. Seit etwa 1980 wandte sich Pirro vermehrt schriftstellerischen Werken zu.
Pirro verstarb im Jahr 2008 im Alter von 87 Jahren in Rom.

## Filmografie
Drehbuch
- 1951: Achtung, Banditi! (Achtung! Banditi!)
- 1958: Der Mann in den kurzen Hosen (L' uomo dei calzoni corti)
- 1960: Der Bucklige von Rom (Il gobbo)
- 1961: Italienisches Capriccio
- 1966: Feuertanz (Svegliati e uccidi)
- 1967: Zwei Särge auf Bestellung (A ciascuno il suo)
- 1967: Der Tag der Eule (Il giorno della civetta)
- 1968: Die Mafia-Story (Sequestro di persona)
- 1968: Die Schlacht an der Neretva (Bitka na Neretvi)
- 1969: Ermittlungen gegen einen über jeden Verdacht erhabenen Bürger (Indagine su un cittadino al di sopra di ogni sospetto)
- 1970: Der Garten der Finzi Contini (Il giardino dei Finzi Contini)
- 1971: Der Weg der Arbeiterklasse ins Paradies (La classe operaia va in paradiso)
- 1971: Mordanklage gegen einen Studenten (Imputazione di omicidio per uno studente)
- 1972: Russischer Sommer (Un uomo)
- 1974: Das Verbrechen (Delitto d’amore)
- 1974: Die Rache der Camorra (I guappi)
- 1976: Das Erbe der Ferramonti (L’eredita Ferramonti)
- 1977: Der eiserne Präfekt (Il prefetto di ferro)
- 1979: Drama einer Rückkehr (Povratak)
- 1987: Der Junge aus Kalabrien (Un ragazzo di Calabria)
- 1990: Gesellschaftsspiele (Gioco di societa)
- 1993: Kampf der Mafia – Die Geschichte des Rosario Livatino (Il giudice raggazzino)

- ;Literarische Vorlage
- 1958: Soldatenmädchen (Roman)
- 1959: Jovanka und die anderen (Roman) (Jovanka e le altre)